# Escudo de Bahía Blanca
El Escudo de Bahía Blanca fue declarado como Escudo oficial de dicha ciudad el 18 de mayo de 1943 por su Concejo Deliberante. El autor del escudo y sus fundamentos heráldicos fue don Enrique Cabré Moré, Director Honorario del Museo y Archivo Histórico Municipal.

## Significación heráldica
El ancla romana simboliza el puerto marítimo de Bahía Blanca, uno de los más importantes del país. 
La cruz integrada al ancla, simboliza la fe en Dios y el sagrado sacrificio de Cristo, representando la condición católica de Bahía Blanca.
La entrada de mar con presencia de salitre, hace clara referencia al paisaje natural de sus costas portuarias, que en febrero de 1520 fueron denominadas por el cosmógrafo Antonio Pigafetta y el Capitán Luis de Mendoza “baxos de arenas blancas”, y a partir de 1760 fue conocida como “bahía blanca”. 
Cuenta en la parte superior con un Sol de Mayo y con una escarapela al pie del Escudo, en clara referencia a los escudos nacional y provincial, reafirmando su identidad argentina.
El escudo también cuenta con la presencia de un fuerte torreado, sobre el cual flamea una enseña patria, elementos que simbolizan la "Fortaleza Protectora Argentina", fuerte que dio origen a la ciudad hacia 1828.
El grupo de sierras y la llanura que se observan en el escudo hacen referencia a las Sierras de la Ventana y los territorios comprendidos entre los ríos Sauce Grande y Colorado, cuya denominación "bahía blanca" se hacía extensiva a todos ellos.
El Gobierno Municipal explica a través de su página web oficial la simbología de sus colores:

El color “amarillo oro” simboliza el amor a la patria, el “celeste claro” la paz y el bienestar del pueblo, el “verde” o “sinople” la fe y esperanza en el futuro, el “azul” el deber de los ciudadanos de velar por la seguridad de los hogares, el color “blanco” o “plata” simboliza la solidaridad, el “rojo” la defensa ante la justicia, y el “negro”, el estímulo al desarrollo de las artes y las ciencias.